# Ruth Currier
Ruth Currier (* 4. Januar 1926 in Ashland, Ohio; † 4. Oktober 2011 in Brooklyn, New York) war eine amerikanische Tänzerin, Choreographin  und Tanz-Pädagogin. 
Nach dem Studium bei José Limón und Doris Humphrey wurde Currier 1949  Mitglied der José Limón Dance Company. Als Solotänzerin blieb sie zwei Jahrzehnte bei diesem Ensemble. Nach dem Tod des Tanzdirektors Limón im Jahr 1972 übernahm sie als Direktorin die Leitung der Tanzcompagnie bis 1978. In dieser Zeit erweiterte sie das Repertoire um weitere Choreographien und Stücke.
Nach ihrem Rücktritt 1978 widmete sie sich dem Limón Institute und ihrem eigenen Ruth Currier Dance Studio. Daneben unterrichtete sie an zahlreichen Internationalen Instituten. 
Currier war kinderlos geschieden. 